# Тезоро, Лаура

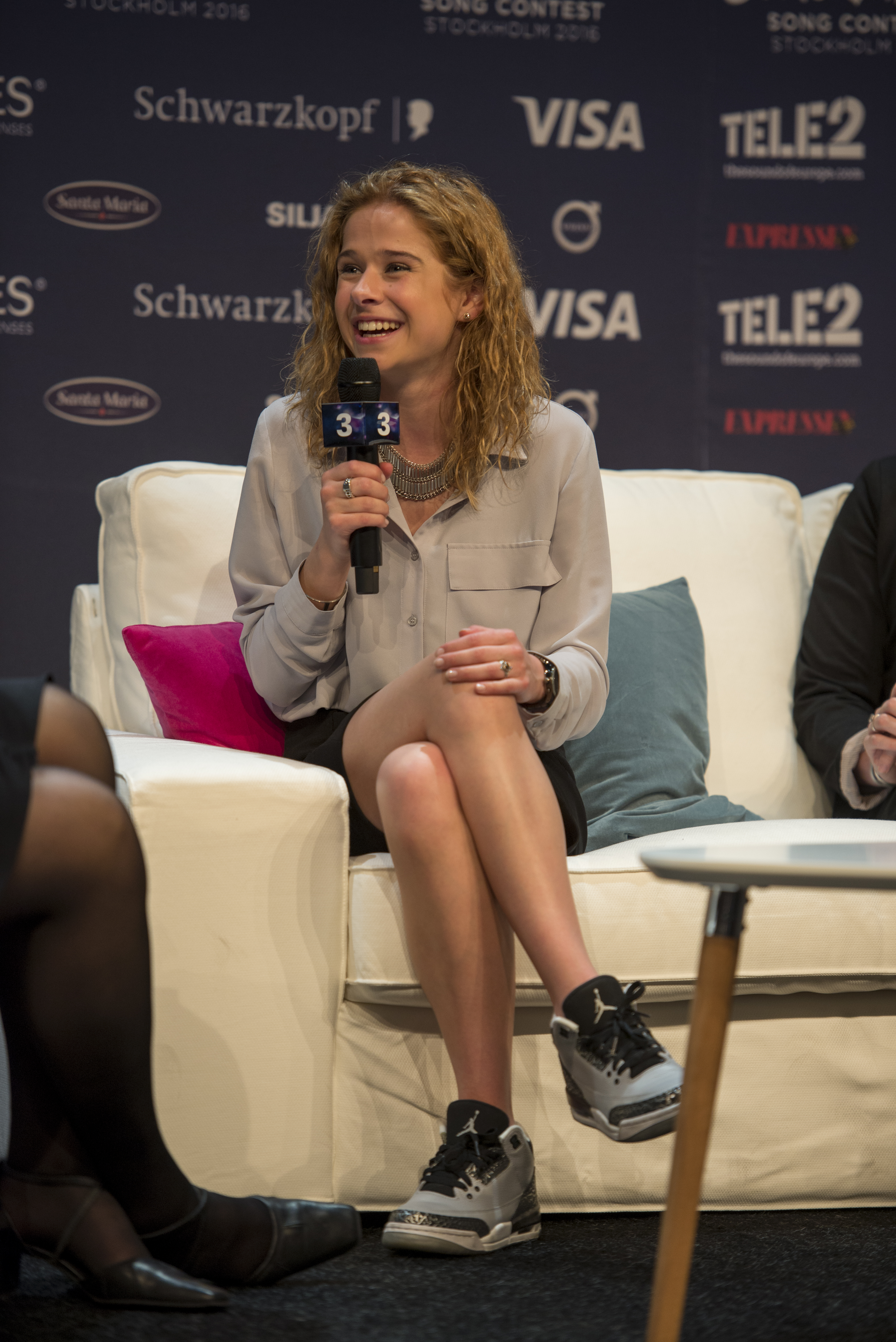

Лаура Тезоро (нидерл. Laura Tesoro; 19 августа 1996, Антверпен, Бельгия) — бельгийская певица и актриса. Тезоро заняла второе место во фламандской версии шоу «Голос». 17 января 2016 года Тезоро победила на национальном отборе Бельгии «Eurosong 2016» с песней «What's the Pressure» («Что за давление?»), что дало ей право представлять Бельгию на песенном конкурсе Евровидение 2016 в Стокгольме.

## Биография

### 1996—2014: первые годы и начало карьеры
Лаура Тезоро родилась 19 августа 1996 года во Фландрии. В 2008 году она получила свою первую роль — сыграла Эви Кюйперс в бельгийской криминальной драме «Witse». После этого Лаура принимала участие в мюзиклах «Энни» и «Домино». В 2012—2014 годах она играла Шарлотту в телесериале «Familie».
В 2014 году Тезоро приняла участие в третьем сезоне шоу «The Voice van Vlaanderen» («Голос Фландрии»), заняв второе место. В этом же году она выпустила свой первый сингл «Outta Here», который попал в фламандский национальный чарт, достигнув 23 позиции.

### 2015 — настоящее время
В 2015 году Лаура презентовала свой второй сингл «Funky Love».
В ноябре этого года фламандская телекомпания één, ответственная за участие Бельгии на Евровидении 2016, объявила список из пяти потенциальных кандидатов представлять Бельгию на Евровидении 2016 в Стокгольм. Среди них была и Лаура Тезоро. Во время национального отбора она исполняла кавер на песню «Düm Tek Tek» бельгийско-турецкой певицы Хадисе, а в финале 17 января 2016 года Тезоро победила на отборе с песней «What's the Pressure».
12 мая 2016 приняла участие во втором полуфинале Евровидения, где заняла третье место, и вышла в финал, где заняла 10 место по итогам голосования.